# Hannes Langeder

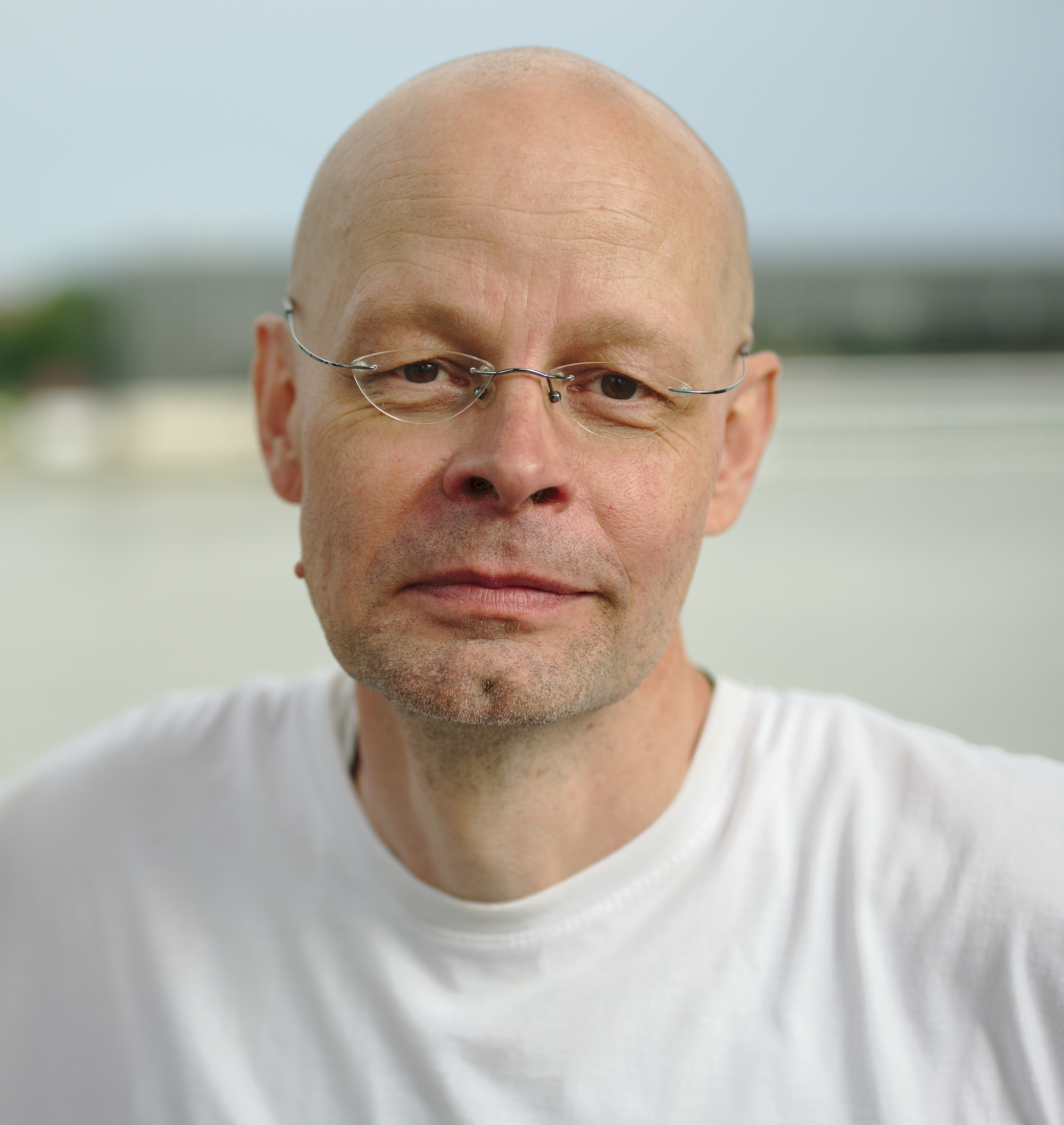
Hannes Langeder (2019)

Hannes Langeder (* 1965 in Linz) ist ein österreichischer Künstler.

## Leben und Wirken
Nach einer Tätigkeit als radiologisch-technischer Assistent von 1989 bis 1995 studierte Langeder an der Hochschule für künstlerische und industrielle Gestaltung in Linz.
Internationales Aufsehen erregte Langeder mit seinen auf Fahrradgestell gebauten Autos FERDINAND 911 GT3 RS und Fahrradi Farfalla FFX.

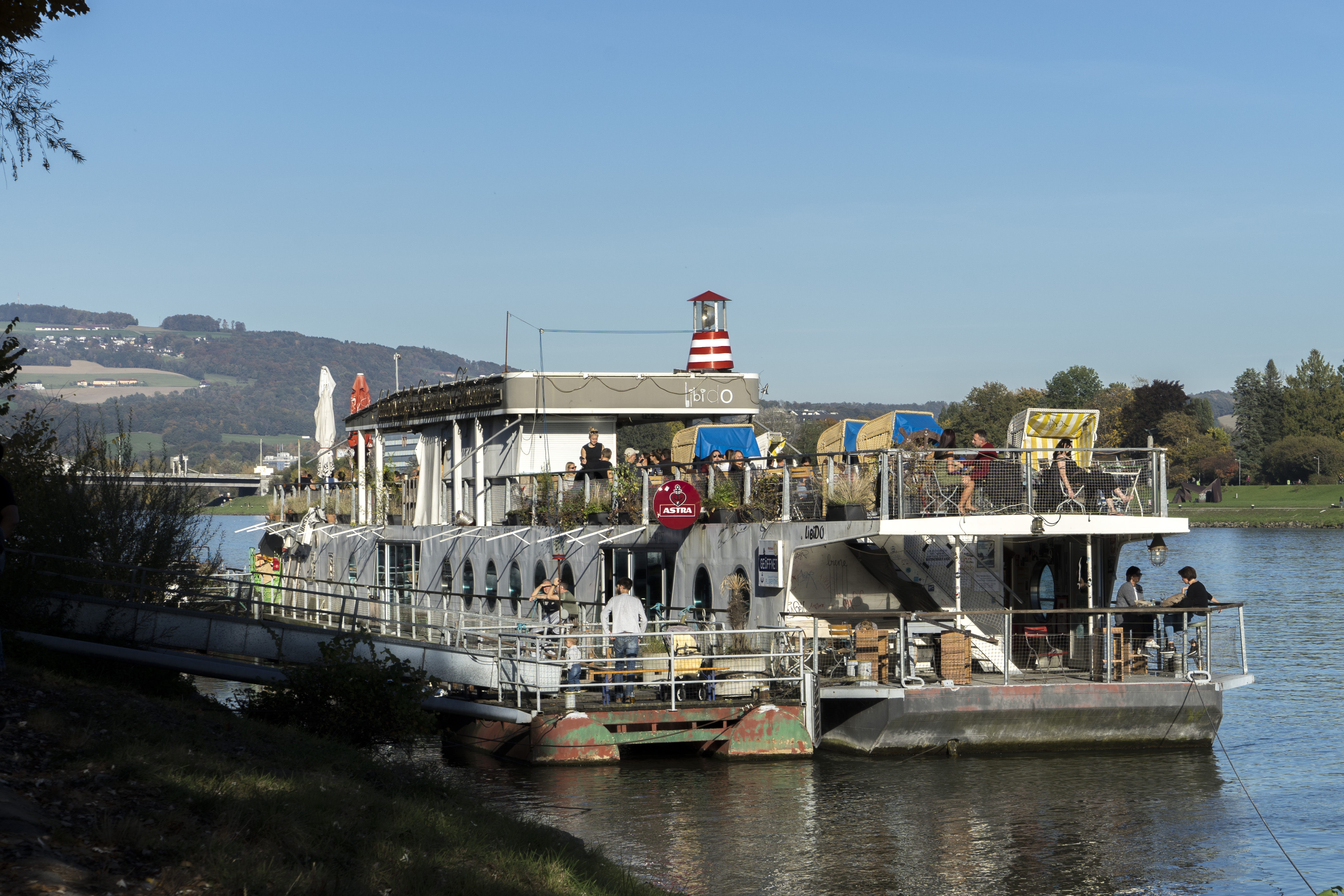
Das Salonschiff Fräulein Florentine

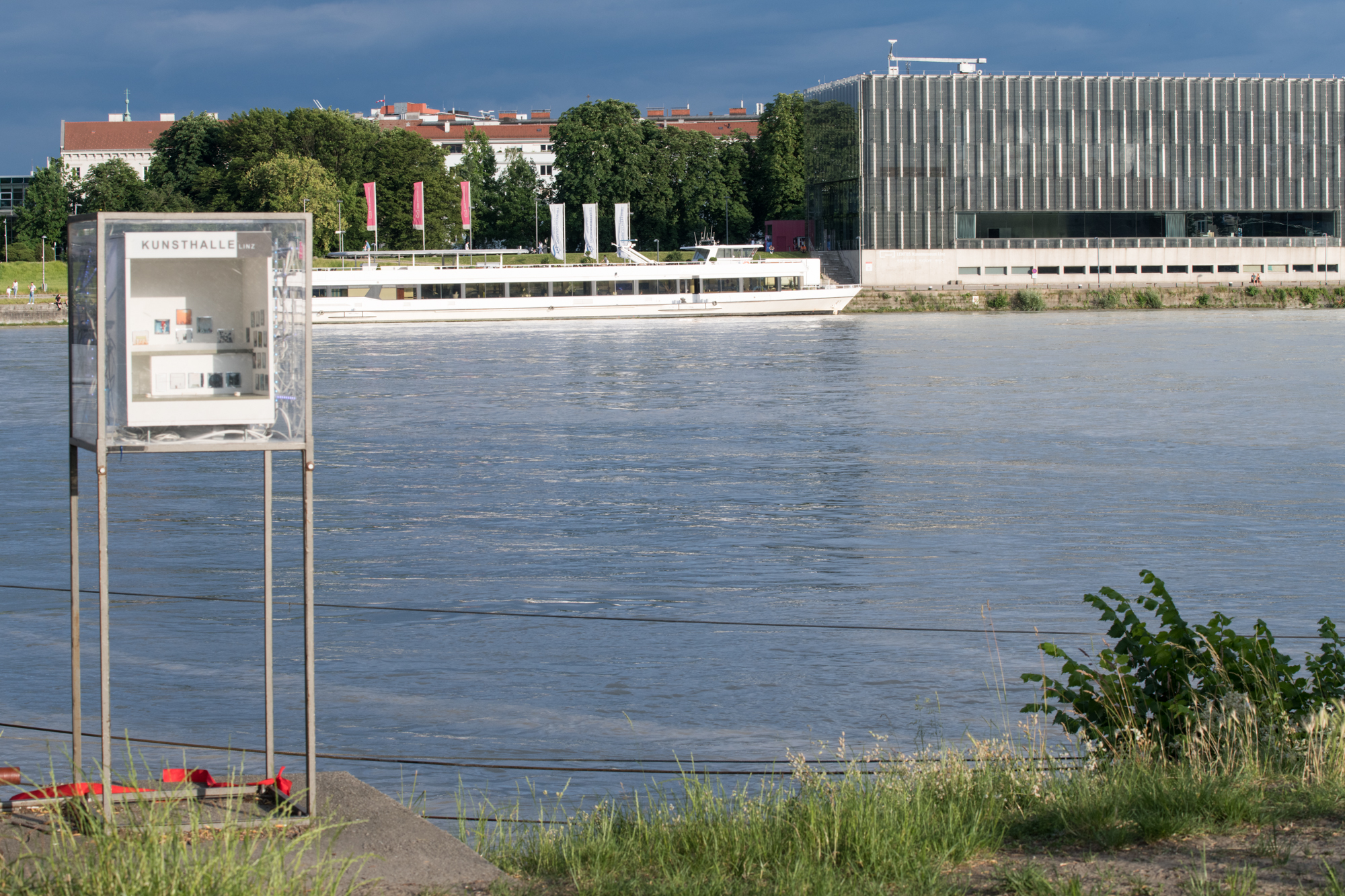
Kunsthalle Linz

Langeder war langjähriger Betreiber des Linzer Kulturlokales Grand Hotel Cafe zum Rothen Krebsen, welches bei dem Hochwasser 2013 überschwemmt wurde und in der Folge geschlossen werden musste. Seit 2014 betreibt Langeder über den Verein IFEK auf einem an der Urfahraner Donaulände fest verankerten Schiff das Kulturlokal Salonschiff Fräulein Florentine.
Langeder ist auch Initiator und Betreiber der Kunsthalle Linz, einer Miniatur-Ausstellungsplattform, die seit 2015 am Donauufer beim Salonschiff Fräulein Florentine angesiedelt ist.

## Objekte (Auswahl)
- FERDINAND 911 GT3 RS (2010): ein aus Kunststoffrohren und Klebeband auf ein Fahrradgestell gebauter Porsche 911
- Fahrradi Farfalla FFX (2012): Annahme eines zukünftigen Topmodells einer real existierenden Automarke[7]
- Humpy Horses: Futuristisch verkleidete Fahrräder Wurzelsepp, Skinfaxi und Hrimfaxi[8]
- Karl Marx light (2017): Aufblasbare, neun Meter hohe, goldfarbene Karl Marx-Büste, Nachbildung des 40 Tonnen schweren Karl-Marx-Monuments in Chemnitz, installiert vor dem Museum der Arbeit in Hamburg im Rahmen der Sonderausstellung "Das Kapital"

## Ausstellungen (Auswahl)
- 2010 Lentos Kunstmuseum Linz: FERDINAND GT3 RS[9][10]
- 2013 IAA Frankfurt: Fahrradi Farfalla FFX[11]
- 2015 RUEDA Filmfestival Barcelona: Film über Fahrradi Farfalla FFX[12]
- 2015 Ars Electronica Linz: Fahrradi Farfalla FFX[13]